# Strada statale 564 Monregalese
La ex strada statale 564 Monregalese (SS 564), ora strada provinciale 564 Monregalese (SP 564), è una strada provinciale italiana che si sviluppa in provincia di Cuneo.

## Percorso
Inizia a Cuneo e attraversa, su un tracciato pianeggiante e scorrevole, i comuni di Beinette e Pianfei; entrando dal nord dell'abitato, termina quindi a Mondovì, dove si immette sulla strada statale 28 del Colle di Nava. È il collegamento più veloce tra il capoluogo e Mondovì.
In seguito al decreto legislativo n. 112 del 1998, dal 2001, la gestione è passata dall'ANAS alla Regione Piemonte che ha provveduto all'immediato trasferimento dell'infrastruttura alla Provincia di Cuneo.